# Inocybe calamistratoides
Inocybe calamistratoides är en svampart som beskrevs av E. Horak 1978. Inocybe calamistratoides ingår i släktet Inocybe och familjen Inocybaceae.   Inga underarter finns listade i Catalogue of Life.

## Källor

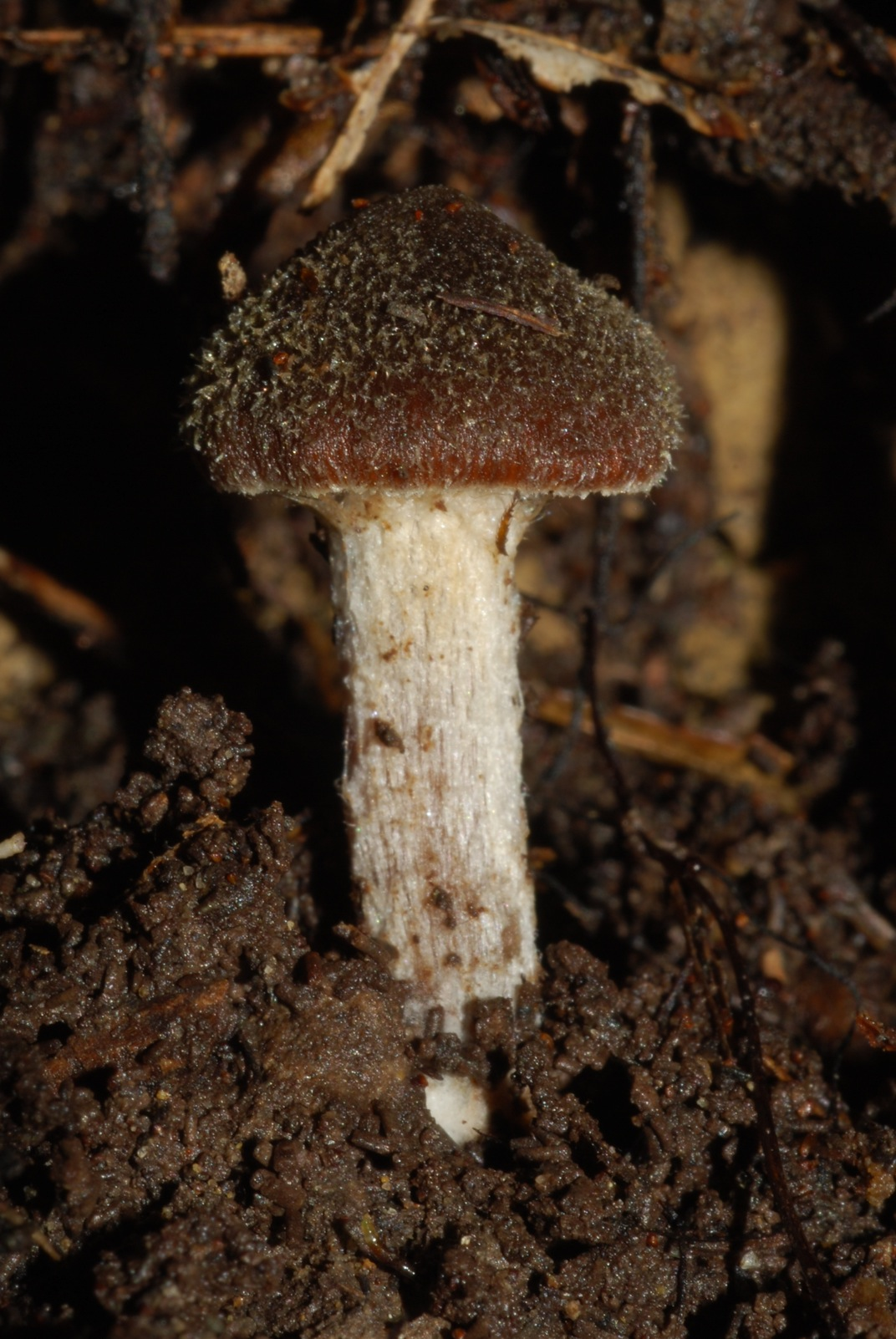
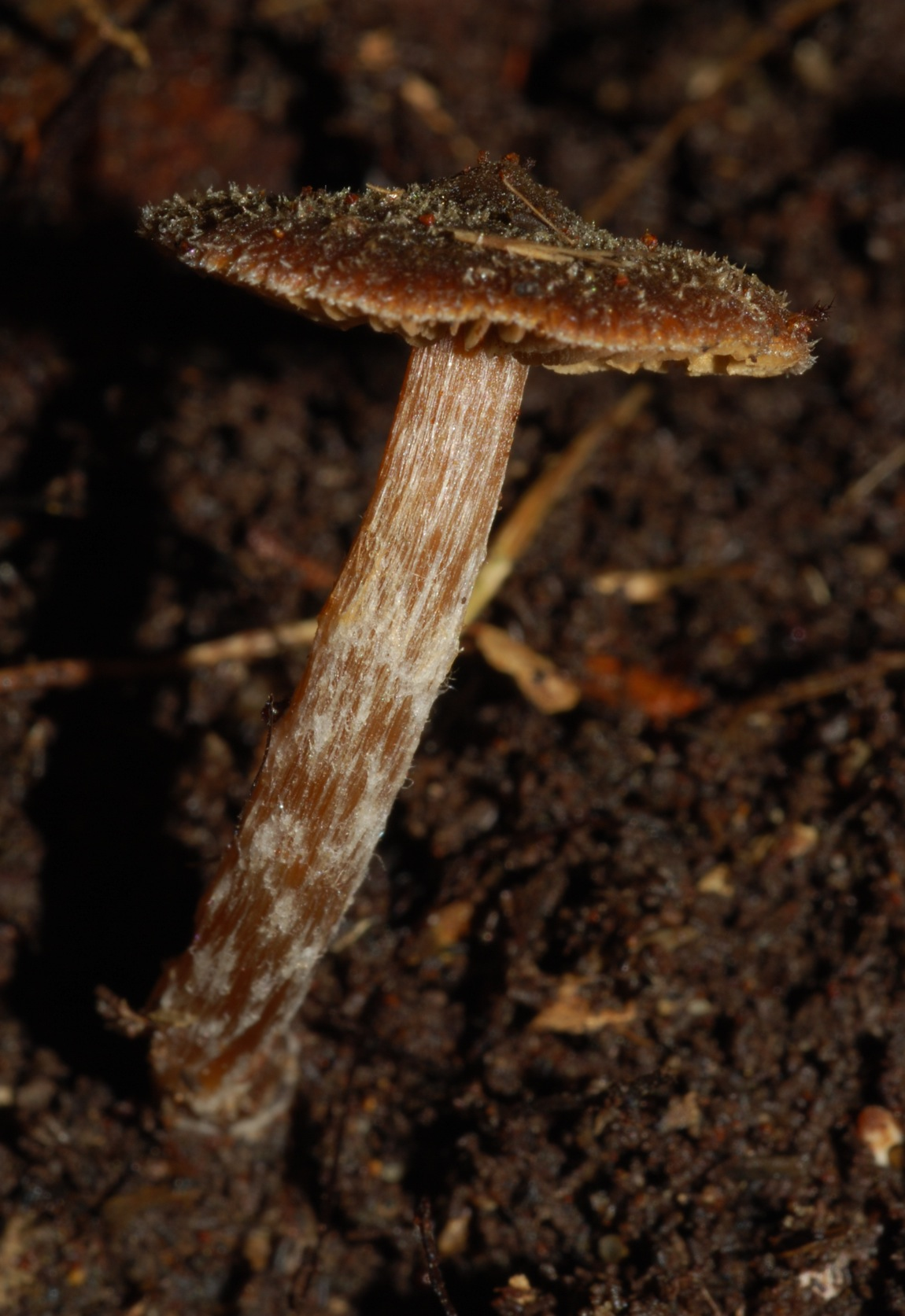
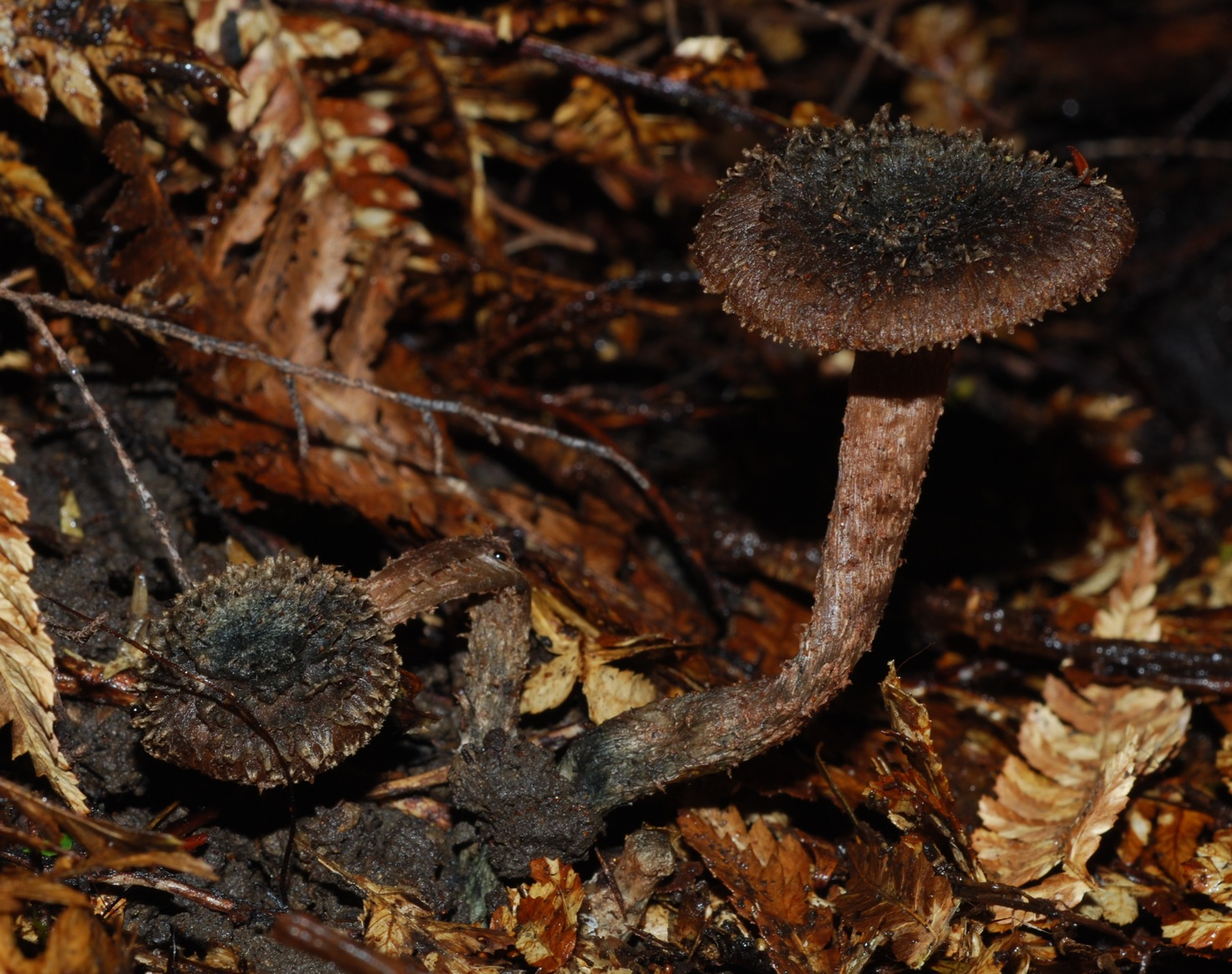
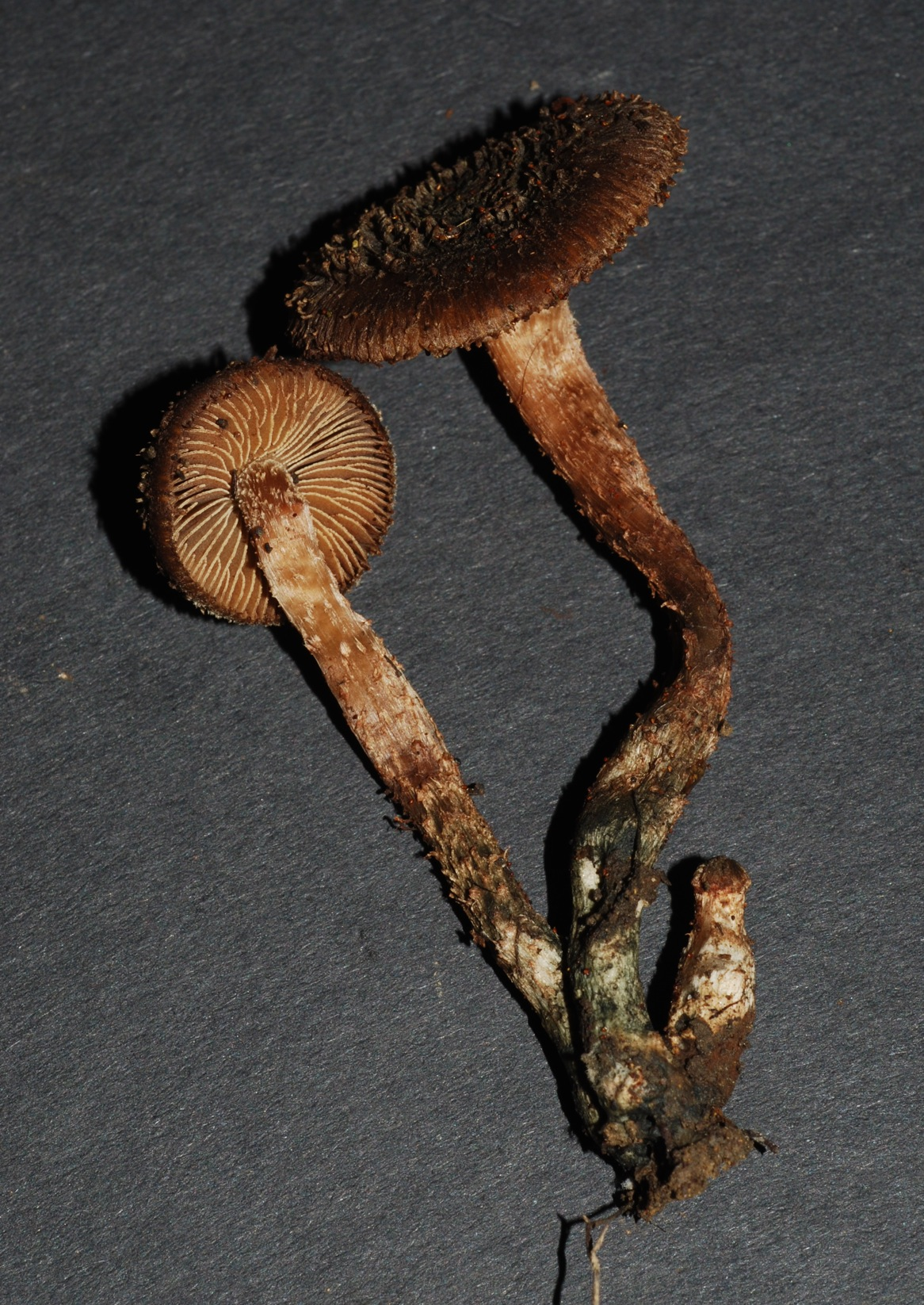
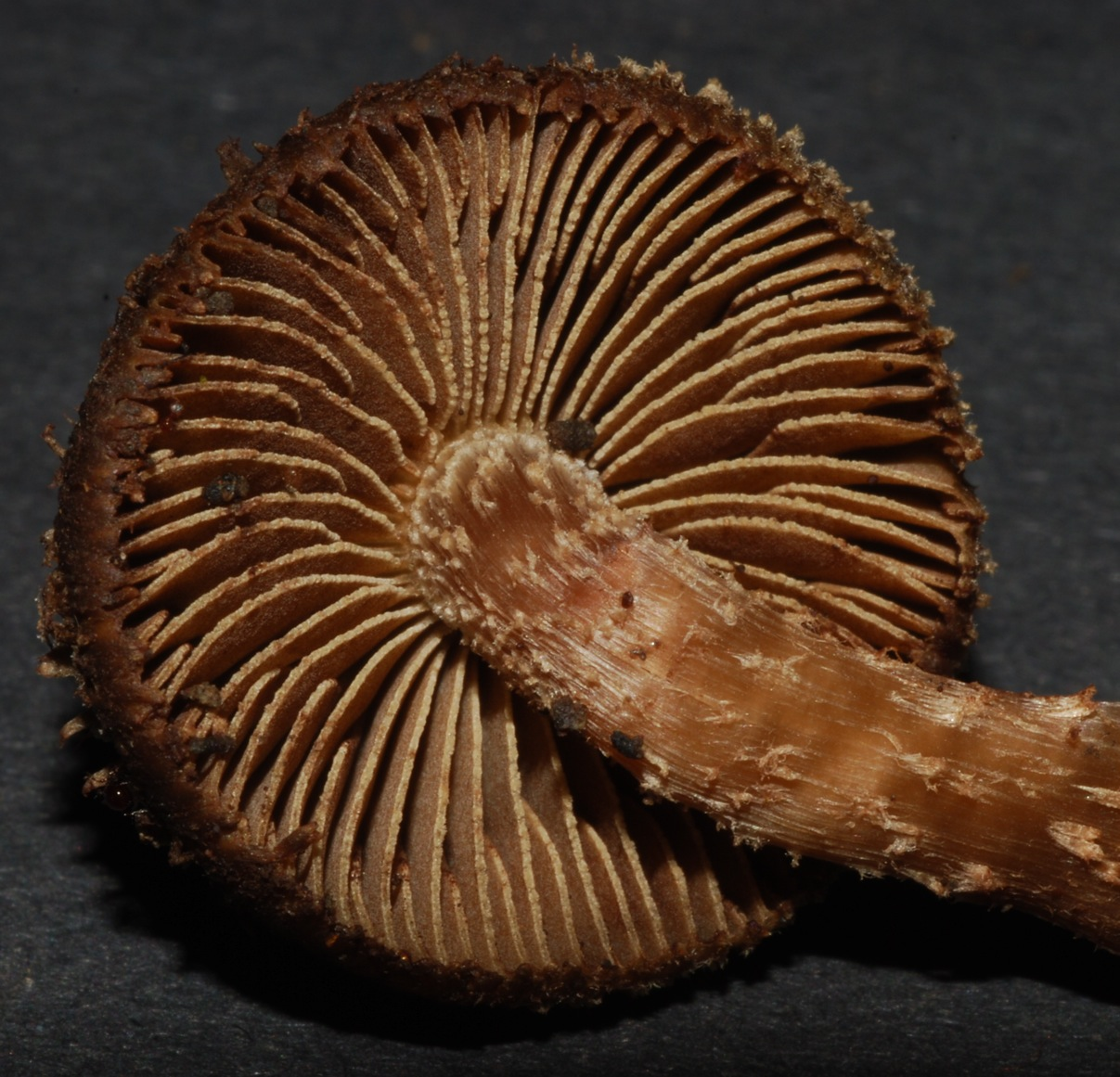